# Uralerpeton
Uralerpeton es un género extinto de croniosúquidos reptiliomorfos que existieron durante el Pérmico Superior en depósitos de Óblast de Vladímir, Rusia. Fue descrito por V. K. Golubev en 1998, a partir de un cráneo fragmentado y partes del tronco. La especie tipo es Uralerpeton tverdokhlebovae.